# Црноштица
Црноштица (серб. Црноштица, болг. Църнощица) — населённый пункт в общине Босилеград Пчиньского округа Сербии.

## Население
Согласно переписи населения 2002 года, в селе проживало 190 человек (105 болгар, 43 югослава, 8 сербов и другие).
| Численность населения | Численность населения | Численность населения | Численность населения | Численность населения | Численность населения | Численность населения | Численность населения |
| 1948                  | 1953                  | 1961                  | 1971                  | 1981                  | 1991                  | 2002                  | 2011                  |
| --------------------- | --------------------- | --------------------- | --------------------- | --------------------- | --------------------- | --------------------- | --------------------- |
| 706                   | 746                   | 611                   | 494                   | 358                   | 261                   | 190                   | 144                   |

## Религия
В селе расположены храмы Святителя Николая Чудотворца (1874 год) и Святых Апостолов Петра и Павла Босилеградского архиерейского наместничества Враньской епархии Сербской православной церкви.